# Gladysyeeara
× Gladysyeeara, (abreviado Glya) en el comercio, es un híbrido intergenérico entre los géneros de orquídeas Brassavola × Broughtonia × Cattleya × Cattleyopsis × Diacrium × Epidendrum × Laelia. Fue publicado en Orchid Rev. 103(1201): 30 (1995 publ. 1994).